# Fernando Hernández Vega
Fernando Hernández Vega (11 de octubre de 1914-8 de abril de 1988) fue un notable piloto aviador militar mexicano.